# OOIOO
OOIOO (jap. オー・オー・アイ・オー・オー ō ō ai ō ō; IPA: [əʊ əʊ aɪ əʊ əʊ]) – żeńska grupa muzyczna grająca eksperymentalnego rocka, powstała w 1995 roku w Osace (Japonia).
Liderką zespołu jest Yoshimi P-We, perkusistka Boredoms.

## Skład zespołu
- Yoshimi P-We (Yoshimi Yokota) – gitara, śpiew, instrumenty perkusyjne (djembe, bongosy, drumla, tama), syntezatory, keyboard, fortepian
- Kayan – gitara, śpiew
- Aya – gitara basowa, śpiew
- Ai – perkusja, instrumenty perkusyjne

### Byli członkowie
- Kyoko – gitara, śpiew
- Maki – gitara basowa
- Yoshiko – perkusja

## Dyskografia

### Albumy
- ∞8∞ (1997)
- Feather Float (1999)
- Gold & Green (2000)
- Shockcity Shockers Vol. 2: OOIOO Remix (2001)
- Kila Kila Kila (2003)
- Taiga (2006)
- Armonico Hewa (2009)

### EP
- OOEYヨOO – EYヨ Remix (2007)

### Kompilacje
- COCOCOOOIOO (2004)

### Video
- OOHOHOO: OOIOO Music Video's '99～'07